# Huckleberry Finn
Huckleberry Finn é o protagonista da obra As Aventuras de Huckleberry Finn, de Mark Twain. Ele também aparece em As Aventuras de Tom Sawyer, As Viagens de Tom Sawyer e Tom Sawyer Detetive. 
Huckleberry Finn é o melhor amigo de Tom Sawyer.
Nos livros em que Huckleberry Finn é protagonista, Tom Sawyer é coadjuvante e vice-e-versa.
no seu livro ele era um personagem principal e condicionalmente ele era personagem principal em seu livro